# ماهاولو (ووندروزو)
ماهاولو (به لاتین: Mahavelo) یک منطقهٔ مسکونی در ماداگاسکار است که در وندروزو واقع شده است. ماهاولو ۷٬۰۰۰ نفر جمعیت دارد و ۱۵۶ متر بالاتر از سطح دریا واقع شده است.